# الفوقاني (تمسمان)
الفوقاني هي إحدى مشيخات المملكة المغربية، تتبع جغرافيا لإقليم الدريوش وإداريًا لتمسمان. يقدر عدد سكانها بـ 12429 نسمة حسب الإحصاء الرسمي للسكان والسكنى لسنة 2004.